# ザック・マデル
ザック・マデル（Zak Madell、1994年3月28日 – ）は、カナダのウィルチェアーラグビー選手。障害クラスは3.5。2011年のパラリンピックアメリカ予選にて国際大会に初出場。2012年の夏季パラリンピック、2014年のIWRF世界選手権（大会最優秀選手）、2015年のパラパンアメリカン競技大会、2016年の夏季パラリンピックに出場。